# Uribarri (district de Bilbao)
Pour les articles homonymes, voir Uribarri.
Uribarri en basque ou Uríbarri en espagnol est le 2e district de Bilbao et un quartier en Espagne.

## Quartiers d'Uribarri
Uribarri comprend officiellement quatre quartiers : Castaños, Matiko-Ciudad Jardín, Uribarri et Zurbaran-Arabella.
Le quartier de Zurbaran-Arabella se divise lui même en deux quartiers : Zurbaran et Arabella.

### Articles  connexes
- Bilbao
- Districts de Bilbao (es)